# Melina Matsoukas
Melina Matsoukas (14 de Janeiro de 1981) é uma diretora de vídeos musicais estadunidense .

## Vida e carreira
Matsoukas é descendente de gregos, jamaicanos e cubanos, de uma família judia. Seu nome e sobrenome são gregos: Μελίνα Ματσούκα. Ela é formada na American Film Institute e na New York University. Ela se graduou em vídeos musicais.
Melina começou sua carreira na já extinta produtora de filmes Gorilla Flix, e atualmente é diretora na Prettybird, com a qual assinou em 2011.

## Filmografia de vídeos musicais
2006
- "Dem Girls" - Red Handed feat. Paul Wall & Scooby
- "Go 'Head" - Ali & Gipp feat. Chocolate Tai
- "Need a Boss" - Shareefa feat. Ludacris
- "Cry No More" - Shareefa
- "Hey Hey" - 216
- "Money Maker" - Ludacris feat. Pharrell
- "Dangerous" - Ying Yang Twins feat. Wyclef Jean
- "Help" - Lloyd Banks feat. Keri Hilson

2007
- "Because of You" - Ne-Yo
- "Green Light" - Beyoncé
- "Kitty Kat" (co-dirigido com Beyoncé Knowles) - Beyoncé
- "Suga Mama" (co-dirigido com Beyoncé Knowles) - Beyoncé
- "Upgrade U" (co-dirigido com Beyoncé Knowles) - Beyoncé feat. Jay-Z
- "Tambourine" - Eve feat. Swizz Beatz
- "Do You" - Ne-Yo
- "Give It to You" - Eve feat. Sean Paul
- "Bleeding Love" - Leona Lewis (UK version)
- "Hold It Don't Drop It" - Jennifer Lopez
- "Sensual Seduction" - Snoop Dogg
- "How Do I Breathe" - Mario

2008
- "In My Arms" - Kylie Minogue
- "Wow" - Kylie Minogue
- "Modern World" - Anouk
- "Closer" - Ne-Yo
- "I Decided" - Solange
- "Just Dance" - Lady Gaga feat. Colby O'Donis
- "Energy" - Keri Hilson
- "Good Good - Ashanti
- "Beautiful, Dirty, Rich" - Lady Gaga
- "Go Girl (canção de Ciara)" - Ciara feat. T-Pain
- "Return The Favor" - Keri Hilson feat. Timbaland
- "Diva" - Beyoncé
- "Thinking of You" - Katy Perry

2009
- "I Will Be" - Leona Lewis
- "So Good" - Electrik Red
- "Not Fair" - Lily Allen
- "Sweet Dreams" (I Am… Tour interlude video) - Beyoncé
- "Touch My Hand" - David Archuleta
- "Work" - Ciara feat. Missy Elliott
- "I Look To You" - Whitney Houston
- "Million Dollar Bill" - Whitney Houston
- "Sex Therapy" - Robin Thicke
- "Never Knew I Needed" - Ne-Yo
- "Hard" - Rihanna feat. Young Jeezy

2010
- "Rude Boy" - Rihanna
- "Put It in a Love Song" - Alicia Keys feat. Beyoncé
- "Why Don't You Love Me" (co-dirigido com Beyoncé Knowles) - Beyoncé
- "Rockstar 101" - Rihanna feat. Slash
- "Gimmie Dat" - Ciara

2011
- "S&M" (co-dirigido com Rihanna) - Rihanna
- "Move Your Body" - Beyoncé
- "I'm Into You" - Jennifer Lopez feat. Lil Wayne
- "We Found Love" - Rihanna
- "You Da One" - Rihanna

2012
- "Your Body" - Christina Aguilera

2013
- ''Pretty Hurts'' - Beyoncé

2016
- ''Formation'' - Beyoncé

 2019 
- "Queen & Slim" - Primeiro Filme